# Cosmin Contra
Cosmin Contra (ur. 15 grudnia 1975 w Timișoarze) – rumuński trener piłkarski i piłkarz.
18 września 2017 został selekcjonerem reprezentacji Rumunii.

## Kariera klubowa
Piłkarską karierę rozpoczynał w rodzinnej Timișoarze - w klubie Politehnica. Po trzech latach przeniósł się do jednego z największych rywali tego zespołu - Dinamo Bukareszt. Spędził tam cztery sezony i za 800 tysięcy dolarów został kupiony przez Deportivo Alavés. W klubie z Estadio Mendizorroza stał się podstawowym zawodnikiem, dotarł do finału Pucharze UEFA, w którym Alavés przegrało z Liverpoolem. Po tym sukcesie Contra został sprzedany do włoskiego Milanu, w którym spędził tylko jeden sezon. Następnie rumuński gracz powrócił do Hiszpanii, gdzie podpisał kontrakt z Atlético Madryt. W podstawowym składzie ekipy z Vicente Calderón zdołał utrzymać się tylko przez rok, bowiem w sezonie 2003/2004 rozegrał tylko 3 ligowe pojedynki. Następnie Contrę wypożyczano kolejno do West Bromwich, Timișoary oraz Getafe CF. Po sezonie 2005/2006 działacze Getafe wykupili Contrę z Atlético na stałe i już w kolejnych rozgrywkach zawodnik pomógł drużynie w dojściu do finału Copa del Rey. Rumun występował w Getafe do 2010. Następnie Powrócił do Timișoary, a 30 sierpnia 2010 jego kontrakt z drużyną wygasł i Contra został wolnym graczem.